# Archebittacus exilis
Archebittacus exilis (лат.) — ископаемый вид биттаков, или комаровок рода Archebittacus из семейства Bittacidae. Обнаружен в триасовых отложениях Австралии (Квинсленд, Mt. Crosby, карнийский ярус, около 230 млн лет). Длина переднего крыла 16 мм.
Вид Archebittacus exilis был впервые описан по отпечаткам в 1955 году вместе с Archexyela crosbyi, Archeosmylus costalis, Lithosmylidia lineata, Mesogryllacris giganteus, T. nana, Neoparachorista perkinsi, N. semiovena, N. splendida, Neopermopanorpa mesembria. Включён в состав рода Archebittacus Riek 1955 и подсемейства Neorthophlebiinae Handlirsch 1920. Сестринские таксоны скорпионниц: Ctenophlebia, Haplobittacus, Neorthophlebopsis, Parabittacus, Pleobittacus, Protobittacus.